# David Murgia
David Murgia (Roma, 2 dicembre 1971) è un giornalista, blogger, scrittore e autore televisivo italiano.
È autore e conduttore dei programmi televisivi Vade retro e Indagine ai confini del sacro in onda su TV2000, emittente televisiva della CEI. Collabora con la Rai come autore. Sugli argomenti dei quali si occupa tiene conferenze in tutta Italia.

## Biografia
Nel 1999 è giornalista presso il Comitato centrale per il Grande Giubileo del 2000. Successivamente diviene giornalista vaticanista per il quotidiano Il Tempo dove realizza servizi, interviste e inchieste di prima pagina. Dal 2001 al 2005, si occupa di Vaticano e segue l'attività e i viaggi di Giovanni Paolo II.
Il 14 luglio 2003 su iniziativa del Ministero degli esteri italiano viene inviato per tenere una serie di conferenze sull'operato di Karol Wojtyła a Sydney. Nel 2008 viene assunto da TV2000. È docente al "Corso su Esorcismo e Preghiera di liberazione" presso l'Ateneo Pontificio Regina Apostolorum.

### Le inchieste
È autore di reportage e inchieste sul fenomeno del satanismo e sull'attenzione della Chiesa cattolica verso i fenomeni straordinari legati al diavolo e ai movimenti pseudoreligiosi. È autore del bestseller Vade Retro. Esorcisti e possessioni: Inchiesta sul Maligno, pubblicato da Oscar Mondadori. È coautore nel 2005 del volume Satana in Tribunale. Politici e forze dell'ordine alle prese con i delitti dell'occulto, pubblicato dalla Edizioni San Paolo e tradotto anche in lingua polacca. Si occupa anche di eventi storici e studia la Massoneria e per questo, nel 2004, è autore del volume Carlo d'Asburgo, intrighi, complotti e segreti dell'ultimo erede del Sacro Romano Impero, pubblicato in occasione della beatificazione di Carlo d'Austria.

### Il programma televisivoVade Retro
Per TV2000 è autore e conduttore del programma televisivo Vade retro, in onda ogni settimana dal 2012. Si tratta del primo esperimento televisivo in cui la Chiesa cattolica italiana cerca di affrontare in modo critico l'esistenza e l'azione straordinaria del diavolo. Per le sue specifiche competenze è autore di una puntata speciale dedicata al tema del diavolo e dell'esorcismo per il programma televisivo La Grande Storia andato in onda il 10 luglio 2015 in prima serata su Rai 3. La puntata ottiene successo di pubblico e riceve una recensione da parte di Aldo Grasso.

### I bambini tombino all'Ostiense
La sua inchiesta giornalistica dal titolo Bambini tombino all'Ostiense di Roma andata in onda su TV2000 il 3 aprile 2009 ha avuto vasta eco sulla stampa nazionale e internazionale e ha ricevuto una menzione speciale per i suoi approfondimenti sui fenomeni sociali al concorso internazionale "Giornalisti del Mediterraneo".

### Il presunto esorcismo di Papa Francesco
Domenica 19 maggio 2013 il programma televisivo Vade retro ha lanciato tramite tweet la videonotizia di una presunta preghiera di liberazione o presunto esorcismo realizzato da Papa Francesco in piazza San Pietro su un uomo. Nella videonotizia si vede Papa Francesco mentre si avvia verso i malati che hanno partecipato alla celebrazione. Poi Papa Francesco si avvicina a un ragazzo. Il sacerdote che lo accompagna lo presenta al Papa con qualche parola e la sua espressione cambia improvvisamente. Papa Francesco appare concentrato e stende le mani sul giovane pregando intensamente. Secondo alcuni esorcisti che hanno visto le immagini, si sarebbe trattato di una preghiera di liberazione dal Maligno o di un vero e proprio esorcismo.
La notizia ha fatto il giro del mondo e ha creato numerose polemiche. L'uomo su cui Papa Francesco ha pregato è un quarantatreenne messicano di nome Angelo che al quotidiano El Mundo ha confermato che la preghiera di Papa Francesco su di lui è stato un vero e proprio esorcismo. Successivamente, il 2 agosto 2013, la trasmissione televisiva messicana El pulso de la Fe sul Proyecto 40, conosciuto come Canale 40, conferma nuovamente l'esorcismo. Anche Giovanni Paolo II ha compiuto esorcismi, come dimostra la testimonianza raccolta da Vade retro il 24 aprile 2014 di un parroco, don Baldino Ferroni, che racconta di aver assistito in Vaticano all'esorcismo di Papa Wojtyła su una ragazza sua parrocchiana.
A una domanda di un giornalista il portavoce della Sala stampa vaticana padre Federico Lombardi ha dichiarato che: «Il Santo Padre non ha inteso compiere alcun esorcismo. Ma, come fa frequentemente per le persone malate e sofferenti che gli si presentano, ha semplicemente inteso pregare per una persona sofferente che gli era stata presentata».
Della notizia - peraltro mai andata in onda, ma solo oggetto di un tweet - il direttore di Tv2000 Dino Boffo si è scusato con il Santo Padre. Padre Gabriele Amorth ha però voluto sostenere la realtà dell'esorcismo.

### Il caso Medjugorje
Alcune notizie relative ai fenomeni riguardanti il caso Medjugorje, riportate dal suo blog hanno fatto il giro del mondo e sono state riprese da tutti i media.

## Premi e riconoscimenti
- 2010 Concorso internazionale "Giornalisti del Mediterraneo": menzione speciale per la videoinchiesta Bambini tombino all'Ostiense di Roma[49].

Nel gennaio 2023 al Campidoglio di Roma vince il Premio “Antenna d’Oro per la Tivvù”.